# The Armor of Ire
The Armor of Ire est le premier album du groupe texan Eternal Champion. L'album a été produit par Arthur Rizk, qui joue aussi la basse, la batterie et quelque solos de guitare. L'album est paru le 27 septembre 2016 sous format CD et sur Bandcamp, puis sous format vinyle le 30 janvier 2017. L'illustration a été réalisée par Adam Burke, qui a aussi travaillé avec des groupes comme Vektor ou Pagan Altar.

## Composition du groupe
- Jason Tarpey - Chant
- Carlos Llanas - Guitare électrique
- Blake Ibanez - Guitare électrique
- Nujon Powers - Guitare électrique
- Arthur Rizk, Guitare électrique, guitare basse, batterie

## Liste des morceaux
| No | Titre                       | Durée |
| -- | --------------------------- | ----- |
| 1. | I Am the Hammer             | 5ː15  |
| 2. | The Armor of Ire            | 4:55  |
| 3. | The Last King of Pictdom    | 4:13  |
| 4. | Blood Ice                   | 2ː03  |
| 5. | The Cold Sword              | 4:03  |
| 6. | Invoker                     | 4:31  |
| 7. | Sing a Last Song of Valdese | 6ː04  |
| 8. | Shade Gate                  | 3ː14  |

## Réception
Fenriz a placé l'album en deuxième position de son top 15 des albums parus en 2016. Le chroniqueur Stefan Glass du magazine allemand Rock Hard lui a accordé une note de 8.5 sur 10. The Armor of Ire a eu droit à une quatrième position sur dix et à une mention spéciale dans les rétrospectives de l'année 2016 d'Andrew Rothmund et Tom Campagna, deux collaborateurs du blogue Invisible Oranges.